# Dzień kwiatka
Dzień kwiatka – polski film fabularny, niema komedia z 1911 r. na podstawie scenariusza Juliana Krzewińskiego. Satyra na warszawską filantropię. Film uznawany dziś za zaginiony.

## Fabuła
Główny bohater, Antoś, nie ma czym zapłacić natarczywym kobietom za oferowane mu kwiaty. Oddaje im więc po kolei wszystkie części garderoby – płaszcz, kapelusz, marynarkę, itd. – po czym zaczyna nago biegać ulicami Warszawy.

## Obsada
- Antoni Fertner – Antoś
- Józefina Bielska
- Honorata Leszczyńska
- Julian Krzewiński
- Wincenty Rapacki